# Командний чемпіонат Європи з легкої атлетики 2025
Командний чемпіонат Європи з легкої атлетики 2025 у межах 1-го дивізіону був проведений 26-29 червня в Мадриді. 26 червня (за регламентом — «нульовий» день чемпіонату) змагались лише стрибуни та стрибунки з жердиною в секторі, облаштованому у дворі Королівського палацу Мадрида. Решта дисциплін була проведена у наступні три дні на стадіоні «Вальєермосо».
Рішення про надання Мадриду права проводити змагання 1-го дивізіону було прийнято Радою Європейської легкоатлетичної асоціації 12 листопада 2021.

## 1-й дивізіон

### Підсумковий залік
| Місце | Команда         | Очки  |
| ----- | --------------- | ----- |
| 1     | Італія          | 431,5 |
| 2     | Польща          | 405,5 |
| 3     | Німеччина       | 397   |
| 4     | Нідерланди      | 384,5 |
| 5     | Велика Британія | 381   |
| 6     | Іспанія         | 378   |
| 7     | Франція         | 354,5 |
| 8     | Португалія      | 300   |
| 9     | Швеція          | 288,5 |
| 10    | Швейцарія       | 286   |
| 11    | Чехія           | 283   |
| 12    | Греція          | 253   |
| 13    | Угорщина        | 244,5 |
| 14 ↓  | Україна         | 231   |
| 15 ↓  | Фінляндія       | 220,5 |
| 16 ↓  | Литва           | 178,5 |

### Особисті результати

#### Чоловіки
| Дисципліни                | Перше місце                                                    | Перше місце | Друге місце                                                      | Друге місце | Третє місце                                                           | Третє місце |
| ------------------------- | -------------------------------------------------------------- | ----------- | ---------------------------------------------------------------- | ----------- | --------------------------------------------------------------------- | ----------- |
| 100 метрів                | Юджин Амо-Дадзі Велика Британія                                | 10,07       | Елвіс Афріфа Нідерланди                                          | 10,10 PB    | Олівер Вдовик Польща                                                  | 10,10 PB    |
| 200 метрів                | Хаві Мо-Аджок Нідерланди                                       | 20,01 CR PB | Фаусто Десалу Італія                                             | 20,18 SB    | Тобі Гарріс Велика Британія                                           | 20,25       |
| 400 метрів                | Семюел Ріардон Велика Британія                                 | 44,60 CR    | Олександр Погорілко Україна                                      | 44,81 NR    | Патрік Шимон Еньїнгі Угорщина                                         | 44,84 =NR   |
| 800 метрів                | Мохамед Аттауї Іспанія                                         | 1.44,01 CR  | Франческо Пернічі Італія                                         | 1.44,39 PB  | Корантен Манью Франція                                                | 1.45,06     |
| 1500 метрів               | Ісак Надер Португалія                                          | 3.39,08     | Стефан Ніллессен Нідерланди                                      | 3.39,97     | Філіп Рак Польща                                                      | 3.40,14     |
| 5000 метрів               | Нільс Ларос Нідерланди                                         | 13.44,45    | Домінік Лобалу Швейцарія                                         | 13.45,37    | Тьєррі Ндікумвенайо Іспанія                                           | 13.45,38    |
| 110 метрів з бар'єрами    | Джейсон Джозеф Швейцарія                                       | 13,24       | Лоренцо Сімонеллі Італія                                         | 13,27 SB    | Омотаде Оджора Велика Британія                                        | 13,36 SB    |
| 400 метрів з бар'єрами    | Віт Мюллер Чехія                                               | 48,46       | Аластер Чалмерс Велика Британія                                  | 48,64       | Жульєн Бонван Швейцарія                                               | 48,66 SB    |
| 3000 метрів з перешкодами | Карл Бебендорф Німеччина                                       | 8.20,43 CR  | Данієль Арсе Іспанія                                             | 8.22,04     | Ніколя-Марі Дарю Франція                                              | 8.22,39     |
| 4×100 метрів              | НідерландиНсікак Екпо Таймір Бернет Хаві Мо-Аджок Елвіс Афріфа | 37,87 CR NR | НімеччинаКевін Кранц Марвін Шульте Юліна Вагнер Лукас Анса-Пепра | 38,27       | Велика БританіяРомелл Глейв Адам Джемілі Йона Ефолоко Юджин Амо-Дадзі | 38,33       |
| Стрибки у висоту          | Ян Штефела Чехія                                               | 2,33 PB     | Маттео Сіолі Італія                                              | 2,27        | Тобіас Потьє Німеччина                                                | 2,24        |
| Стрибки з жердиною        | Менно Влон Нідерланди                                          | 5,80        | Пйотр Лісек Польща                                               | 5,70        | Мартон Бендер УгорщинаМатей Шчерба Чехія                              | 5,70 PB     |
| Стрибки в довжину         | Мільтіадіс Тентоглу Греція                                     | 8,46 CR     | Тобіас Монтлер Швеція                                            | 8,08        | Маттія Фурлані Італія                                                 | 8,07        |
| Потрійний стрибок         | Жонатан Серемес Франція                                        | 17,00       | Сімоне Б'язутті Італія                                           | 16,94 PB    | Владислав Шепелєв Україна                                             | 16,83 PB    |
| Штовхання ядра            | Леонардо Фаббрі Італія                                         | 21,68       | Віктор Петерссон Швеція                                          | 21,10       | Конрад Буковецький Польща                                             | 20,55       |
| Метання диска             | Данієль Штоль Швеція                                           | 68,36       | Міка Сосна Німеччина                                             | 66,17       | Лоуренс Окоє Велика Британія                                          | 65,83       |
| Метання молота            | Михайло Кохан Україна                                          | 81,66 PB    | Мерлін Гуммель Німеччина                                         | 81,27 PB    | Бенце Халас Угорщина                                                  | 80,63       |
| Метання списа             | Юліан Вебер Німеччина                                          | 85,15       | Артур Фельфнер Україна                                           | 80,54 SB    | Едіс Матусевічус Литва                                                | 78,26 SB    |

#### Жінки
| Дисципліни                | Перше місце                                                           | Перше місце | Друге місце                                                             | Друге місце | Третє місце                                           | Третє місце |
| ------------------------- | --------------------------------------------------------------------- | ----------- | ----------------------------------------------------------------------- | ----------- | ----------------------------------------------------- | ----------- |
| 100 метрів                | Богларка Такач Угорщина                                               | 11,06 CR NR | Ева Свобода Польща                                                      | 11,13 SB    | Мінке Бісхопс Нідерланди                              | 11,17 PB    |
| 200 метрів                | Жаель Бестуе Іспанія                                                  | 22,19 CR NR | Елен Парізо Франція                                                     | 22,42 PB    | Софія Юнк Німеччина                                   | 22,53 PB    |
| 400 метрів                | Фемке Бол Нідерланди                                                  | 49,48 CR    | Наталя Буковецька Польща                                                | 50,14 SB    | Паула Севілья Іспанія                                 | 50,70 PB    |
| 800 метрів                | Анаїс Бургуан Франція                                                 | 1.58,60 CR  | Одрі Верро Швейцарія                                                    | 1.58,78     | Елоїза Койро Італія                                   | 1.59,88     |
| 1500 метрів               | Агат Гіймо Франція                                                    | 4.08,72     | Саломе Афонсу Португалія                                                | 4.09,01     | Реві Волкотт-Нолан Велика Британія                    | 4.09,16     |
| 5000 метрів               | Надя Баттоклетті Італія                                               | 15.56,01    | Марта Гарсія Іспанія                                                    | 15.58,53    | Діане Ван Ес Нідерланди                               | 15.59,41    |
| 100 метрів з бар'єрами    | Дітаджі Камбунджі Швейцарія                                           | 12,39w      | Надін Віссер Нідерланди                                                 | 12,39w      | Пія Скжишовська Польща                                | 12,60w      |
| 400 метрів з бар'єрами    | Фатумата Бінта Діалло Португалія                                      | 54,77 SB    | Айоміде Фолорунсо Італія                                                | 54,88       | Ліна Нільсен Велика Британія                          | 54,90       |
| 3000 метрів з перешкодами | Ілона Мононен Фінляндія                                               | 9.49,21     | Сара Тейт Велика Британія                                               | 9.49,24     | Кінга Кролик Польща                                   | 9.49,80     |
| 4×100 метрів              | НідерландиНадін Віссер Ліке Клавер Мінке Бісхопс Маріє ван Гуненстейн | 42,02 CR NR | ІспаніяЕсперанса Кладера Жаель Бестуе Паула Севілья Марія Ісабель Перес | 42,11 NR    | НімеччинаЛіза Марі Кваї Зіна Маєр Софія Юнк Ліза Маєр | 42,52 SB    |
| Стрибки у висоту          | Ярослава Магучіх Україна                                              | 2,00        | Марія Зодзик Польща                                                     | 1,97        | Імке Оннен Німеччина                                  | 1,94        |
| Стрибки з жердиною        | Амаліє Швабікова Чехія                                                | 4,65        | Марина Килипко Україна                                                  | 4,65 SB     | Ангеліка Мозер Швейцарія                              | 4,55        |
| Стрибки в довжину         | Ларісса Япікіно Італія                                                | 6,92        | Малайка Мігамбо Німеччина                                               | 6,84        | Агате ді Соуза Португалія                             | 6,84 SB     |
| Потрійний стрибок         | Каролін Жуайо Німеччина                                               | 14,42       | Майя Оскаг Швеція                                                       | 14,18       | Еріка Сарачені Італія                                 | 14,08       |
| Штовхання ядра            | Джессіка Схілдер Нідерланди                                           | 20,14 CR    | Ємісі Огунлеє Німеччина                                                 | 19,58       | Фанні Рос Швеція                                      | 19,38       |
| Метання диска             | Йорінде ван Клінкен Нідерланди                                        | 64,61       | Шаніс Крафт Німеччина                                                   | 61,53       | Ліліана Ка Португалія                                 | 60,49       |
| Метання молота            | Аніта Влодарчик Польща                                                | 73,34 SB    | Сілья Косонен Фінляндія                                                 | 73,09       | Анна Перчес Велика Британія                           | 71,41       |
| Метання списа             | Еліна Дженго Греція                                                   | 62,23       | Марія Андрейчик Польща                                                  | 60,42 SB    | Лівета Ясунайте Литва                                 | 58,88       |

#### Змішана дисципліна
| Дисципліни   | Перше місце                                                                      | Перше місце   | Друге місце                                                         | Друге місце | Третє місце                                                         | Третє місце |
| ------------ | -------------------------------------------------------------------------------- | ------------- | ------------------------------------------------------------------- | ----------- | ------------------------------------------------------------------- | ----------- |
| 4×400 метрів | ПольщаМаксиміліан Швед Юстина Швенти-Ерсетиць Данієль Солтисяк Наталя Буковецька | 3.09,43 CR NR | ІталіяЕдоардо Скотті Вірджинія Трояні Владимир Ачеті Аліче Манджоне | 3.09,66 NR  | Велика БританіяСемюел Ріардон Ліна Нільсен Тобі Гарріс Емілі Ньюнем | 3.09,66 SB  |

### Виступ українців
Збірна України у складі 43 атлетів для участі в командному чемпіонаті Європи була визначена рішенням Федерації легкої атлетики України. Пізніше було прийнято рішення про те,що Дмитро Нікітін замінить у складі збірної Олега Дорощука через травму коліна в останнього. За підсумками виступів у 37 дисциплінах збірна України понизилася в класі та 2027 року змагатиметься у 2-му дивізіоні командного чемпіонату Європи.
| Чоловіки | Чоловіки                                                       | Чоловіки   | Чоловіки    |
| Місце    | Атлет                                                          | Дисципліна | Результат   |
| -------- | -------------------------------------------------------------- | ---------- | ----------- |
| 1        | Михайло Кохан                                                  | молот      | 81,66 PB    |
| 2        | Олександр Погорілко                                            | 400 м      | 44,81 NR    |
| 2        | Артур Фельфнер                                                 | спис       | 80,54 SB    |
| 3        | Владислав Шепелєв                                              | потрійний  | 16,83 PB    |
|          | Дмитро Нікітін                                                 | висота     | 2,21        |
|          | Олександр Онуфрієв                                             | жердина    | 5,70 PB     |
|          | Артем Левченко                                                 | ядро       | 20,36 PB    |
|          | Дмитро Багінський                                              | 110 м з/б  | 13,85       |
|          | Михайло Брудін                                                 | диск       | 59,41 SB    |
|          | Вадим Лонський                                                 | 1500 м     | 3.42,76 PB  |
|          | Андрій Атаманюк                                                | 5000 м     | 13.59,14 SB |
|          | Олександр Соколов                                              | 100 м      | 10,32 SB    |
|          | Ростислав Голубович                                            | 400 м з/б  | 50,97 PB    |
|          | Данило Дубина                                                  | довжина    | 7,62        |
|          | Владислав Фінчук                                               | 800 м      | 1.48,40 SB  |
|          | Роман Ростикус                                                 | 3000 м з/п | 9.18,37     |
|          | Дмитро Янчик                                                   | 200 м      | 21,35       |
| —        | Олександр Сосновенко Олександр Соколов Дмитро Янчик Ілля Попов | 4×100 м    | DQ          |

| Жінки | Жінки                                                         | Жінки      | Жінки       |
| Місце | Атлетка                                                       | Дисципліна | Результат   |
| ----- | ------------------------------------------------------------- | ---------- | ----------- |
| 1     | Ярослава Магучіх                                              | висота     | 2,00        |
| 2     | Марина Килипко                                                | жердина    | 4,65 SB     |
|       | Ольга Голодна                                                 | ядро       | 16,67       |
|       | Вікторія Баранівська                                          | потрійний  | 13,24       |
|       | Марія Мазуренко                                               | 5000 м     | 16.31,11    |
|       | Тетяна Мельник                                                | 400 м з/б  | 57,22 PB    |
|       | Ірина Климець                                                 | молот      | 62,70       |
|       | Юлія Гавриляк                                                 | 800 м      | 2.04,75 PB  |
|       | Діана Гончаренко                                              | 100 м      | 11,72       |
|       | Тетяна Кайсен                                                 | 200 м      | 23,59       |
|       | Аліна Ярошина                                                 | 400 м      | 54,19       |
|       | Наталія Кроль                                                 | 1500 м     | 4.22,10 SB  |
|       | Ірина Будзинська                                              | 100 м з/б  | 13,38       |
|       | Вікторія Дуткевич                                             | 3000 м з/п | 10.26,13 PB |
|       | Анна Карандукова Діана Гончаренко Тетяна Кайсен Даниїла Хаван | 4×100 м    | 44,52       |
|       | Наталія Семенова                                              | диск       | 51,07       |
|       | Вікторія Банира                                               | спис       | 48,38 SB    |
|       | Аліна Лістунова                                               | довжина    | 6,05        |

| Змішана | Змішана                                                            | Змішана    | Змішана    |
| Місце   | Команда                                                            | Дисципліна | Результат  |
| ------- | ------------------------------------------------------------------ | ---------- | ---------- |
|         | Микита Барабанов Мар'яна Шостак Олександр Погорілко Тетяна Мельник | 4×400 м    | 3.16,18 SB |

### Відео
- Підсумки змагань зі стрибків з жердиною серед жінок (26 червня) на YouTube
- Підсумки змагань зі стрибків з жердиною серед чоловіків (26 червня) на YouTube
- Підсумки 1 дня змагань (27 червня) на YouTube
- Підсумки 2 дня змагань (28 червня) на YouTube
- Підсумки 3 дня змагань (29 червня) на YouTube

## 2-3-й дивізіони
Командний чемпіонат Європи з легкої атлетики 2025 в межах 2-го та 3-го дивізіонів був проведений на стадіоні «Польяне» у Мариборі 24-25 червня (3-й дивізіон) та 28-29 червня (2-й дивізіон).
Про закріплення за Марибором права проведення змагань у 2-му та 3-му дивізіонах було оголошено 6 вересня 2024.

### Підсумковий залік
| Місце | Команда    | Очки  |
| ----- | ---------- | ----- |
| 1 ↑   | Бельгія    | 451,5 |
| 2 ↑   | Словенія   | 402,5 |
| 3 ↑   | Норвегія   | 400   |
| 4     | Туреччина  | 382   |
| 5     | Ірландія   | 349   |
| 6     | Данія      | 335   |
| 7     | Австрія    | 318   |
| 8     | Хорватія   | 308,5 |
| 9     | Словаччина | 304,5 |
| 10    | Румунія    | 285   |
| 11    | Естонія    | 266,5 |
| 12    | Ізраїль    | 258,5 |
| 13    | Сербія     | 253   |
| 14 ↓  | Кіпр       | 245,5 |
| 15 ↓  | Болгарія   | 240,5 |
| 16 ↓  | Латвія     | 212   |

| Місце | Команда              | Очки |
| ----- | -------------------- | ---- |
| 1 ↑   | Ісландія             | 120  |
| 2 ↑   | Люксембург           | 84   |
| 3 ↑   | Молдова              | 72   |
| 4     | Боснія і Герцеговина | 69   |
| 5     | Мальта               | 58   |
| 6     | Північна Македонія   | 45   |
| 7     | Андорра Азербайджан  | 44   |
| 9     | Грузія               | 42   |
| 10    | Сан-Марино           | 34   |
| 11    | Албанія              | 33   |
| 12    | Вірменія             | 30   |
| 13    | Чорногорія           | 24   |
| 14    | Ліхтенштейн          | 17   |
| 15    | Косово               | 5    |

### Окремі результати переможців
У змаганнях команд 2-го дивізіону переможницями в окремих жіночих дисциплінах були показані результати, кращі за переможні результати у 1-му дивізіоні.
| Дисципліна                       | Дивізіон | Атлетка                 | Результат |
| -------------------------------- | -------- | ----------------------- | --------- |
| Біг на 5000 метрів               |          | Клара Лукан Словенія    | 15.09,56  |
| Біг на 3000 метрів з перешкодами |          | Адва Коен Ізраїль       | 9.32,43   |
| Стрибки з жердиною               |          | Тіна Шутей Словенія     | 4,70      |
| Метання списа                    |          | Вікторія Гадсон Австрія | 67,76     |

### Відео
- Дивізіон 2:
  - Підсумки 1 дня змагань на YouTube
  - Підсумки 2 дня змагань на YouTube
- Дивізіон 3:
  - Підсумки 1 дня змагань на YouTube
  - Підсумки 2 дня змагань на YouTube